# Rete filoviaria di Lublino
La rete filoviaria di Lublino è un sistema di filovie urbane nella città polacca di Lublino gestito da MPK Lublin.

## Linee
- 150 (Węglin - Mełgiewska WSEI)
- 151 (Abramowice - Węglin)
- 152 (Plac Dworcowy - Osiedle Poręba)
- 153 (Pancerniaków - Węglin)
- 154 (Węglin - Chodźki/szpital)
- 155 (Pancerniaków - Zana ZUS)
- 156 (Felin - Chodźki/szpital)
- 157 (Zana Leclerc - Felin)
- 158 (Felin - Zana ZUS)
- 159 (Osiedle Poręba - Mełgiewska WSEI)
- 160 (Osiedle Poręba - Chodźki/szpital)
- 161 (Osiedle Poręba - Felin)
- 162 (Osiedle Poręba - Inżynierska)
- 950
- T (circolare Ogród Saski)

## Parco mezzi
| Modello               | N° | Lunghezza | In servizio dal |
| --------------------- | -- | --------- | --------------- |
| Bohdan T701.16        | 38 | 11,9 m    | 2013            |
| Jelcz M121E4          | 3  |           | 2011            |
| MAZ 203T8M            | 1  |           | 2010            |
| Solaris Trollino 12   | 1  | 12 m      | 2007            |
| Solaris Trollino 12AC | 1  | 12 m      | 2008            |
| Solaris Trollino 12S  | 30 | 12 m      | 2011            |
| Solaris Trollino 18   | 12 | 18 m      | 2014            |
| Ursus CS18T           | 15 |           | 2018            |